# Боеприпаси
Боеприпаси (в мн.ч.) е общо наименование на консумативи за въоръжението, предназначена за поразяване на жива сила и военна техника, разрушаване на съоръжения и укрепления, а също така за изпълнение на специални задачи (осветяване, задимяване, радиозаглушаване и др.). Към боеприпасите се отнасят авиационните и дълбочинни бомби, артилерийските изстрели и снаряди, бойните части на ракети и торпеда, гранатите, инженерните и морски мини, патроните за стрелково оръжие, подривните заряди, реактивните снаряди и др.
Боеприпасите се класифицират:

• по вид

– артилерийски

–	авиационни

–	морски

–	стрелкови

–	инженерни

</gallery>
•	по предназначение

–	основни (за поразяване на цели)

–	специални (за осветяване, задимяване и др.)

–	спомагателни (учебни, халосни, за специални изпитания и др.)

•	по вида на заряда

–	с конвенционални взривни вещества

–	за обемен взрив

–	ядрени

–	химически

–	биологически и др.

•	патрони за стрелково оръжие

–	с обикновен куршум

–	с куршум с повишена пробивност

–	с куршум с намалена скорост

–	с бронебоен куршум

–	с трасиращ куршум

–	с бронебойно-запалителен куршум

–	с бронебойно-запалително-трасиращ куршум

–	със специално изпълнение

–	халосни

–	учебни

•	изстрели за танкова, противотанкова, полева и самоходна артилерия

–	с осколочно-фугасен снаряд

–	с бронебойно подкалибрен снаряд

–	с кумулативен снаряд

–	с касетъчен снаряд с кумулативно-осколъчни елементи

–	със снаряд за радиосмущения

–	с осветителни снаряди

–	с димни снаряди

–	с прицелно –целеуказващи снаряди

–	практически за учебна стрелба

•	реактивни снаряди за системи за залпов огън

–	осколъчно-фугасни

–	увеличена ефективност

–	с кумулативно-осколъчни елементи

–	за разполагане на минни заграждения

–	с димна глава

–	осветителни

–	за радиосмущение

–	имитатори на въздушни цели

–	с термобарична глава

–	с разузнавателни безпилотни летателни апарати

–	учебно-тренировъчни

•	ракети за противотанкови ракетни комплекси

–	управляеми в контейнери

–	многоцелеви-управляеми

–	с лазерна глава за самонасочване

•	мини за минохвъргачки

–	осколъчни

–	осколъчно-фугасни

–	димни

–	запалителни

–	активно-реактивно-фугасни

–	осколъчно-касетни

–	осветителни

•	изстрели за гранатомети (гранатохвъргачки)

–	с осколъчно, осколъчно-фугасна граната

–	с термобарична граната

–	със сълзотворна граната 

–	със светозвукова граната

–	с димна граната

–	със запалителна граната

–	с маркираща граната

–	с осветителна граната

–	с реактивно противотанкова граната

–	с реактивна многоцелева граната

–	с практическа граната за учебна стрелба

•	ракети и изстрели за зенитни системи и оръдия

–	зенитни управляеми ракети

–	ракети-имитатори

–	учебно-тренировъчни ракети

–	глави за самонасочване на зенитно-управляеми ракети

–	с осколочно-фугаснен снаряд

–	с бронебойно подкалибрен или трасиращ снаряд

–	със снаряд за радиосмущения

–	практически за учебна стрелба

•	ръчни гранати

–	противотанкови

–	кумулативни

–	осколъчно-дистанционни

–	настъпателни

–	отбранителни

–	ослепяващи и оглушаващи

–	сълзотворни

–	светозвукови

–	димни

–	специални

•	инженерни боеприпаси

–	противотанкови мини

–	противотранспортни мини

–	противопехотни мини

–	противодесантни мини

–	противокорабни мини

–	речни и морски мини

•	авиационни бомбови средства за поразяване

–	фугасни

–	осколъчно-фугасни

–	обемно-детониращи

–	за унищожаване на укрепени съоръжение

–	универсални

–	запалителни

–	светещи

–	фотографски

–	касетъчни

–	коригиращи

–	запалителни контейнери

–	средства за потушаване на пожари

–	учебни и др.

•	авиационни ракети

–	управляеми

–	неуправляеми

–	реактивни снаряди и др.

•	сигнални, осветителни, шумови средства

•	взривни вещества и барути